# World Assembly of Youth
World Assembly of Youth är en internationell organisation för ungdomsrörelser i enskilda länder.
Medlemmar i World Assembly of Youth är omkring 120 nationella ungdomsråd, till exempel Landsrådet for Norges barne- og ungdomsorganisasjoner. Organisationen har ställning som rådgivande organisation till Förenta nationerna och några av FN:s fackorganisationer, till exempel UNESCO och Unicef. 
Initiativet till World Assembly of Youth togs 1949 vid en konferens i London, i syfte att främja globalt samarbete mellan unga människor. Dess stadgar godkändes av 27 nationella ungdomsråd vid ett möte i Bryssel 1950. Bland ordförandena märks Ole Løvig Simonsen, som ledde organisationen 1976-93.
Organisationens huvudkontor finns i Melaka i Malaysia, efter att under tidigare funnits i bland andra Bryssel, London och Köpenhamn. Sekretariatet leds av en generalsekreterare. Bland tidigare generalsekreterare märks bland andra David Wirmark 1958-64, Carl-Axel Valén 1964-66 och Heikki Pakarinen 1993-2000.